# NGC 486
NGC 486 este o galaxie spirală, posibil eliptică, situată în constelația Peștii. A fost descoperită în 6 decembrie 1850 de către Bindon Blood Stoney.